# Ed Blackwell
Edward Joseph „Ed“ Blackwell (* 10. Oktober 1929 in New Orleans, Louisiana; † 7. Oktober 1992 in Hartford, Connecticut) war ein US-amerikanischer Jazz-Schlagzeuger, der als „wandelndes Lexikon der Rhythmen“ galt, aber klangliche und melodische Aspekte des Schlagzeugspiels in den Vordergrund rückte. Er fühlte sich der Tradition von New Orleans ebenso verpflichtet wie der Afrikas, begleitete locker swingend, mit durchgehendem Beat und setzte Akzente auf den Trommeln eher antiphonisch zum jeweiligen Solisten ein. In seinen Soli blieb er eng am thematischen Material und betonte immer die tänzerische Dimension des Schlagzeugspiels. 1993 wurde er in die Hall of Fame von Down Beat gewählt.

## Leben und Werk
Blackwells zeigte schon als Kind Interesse am Trommeln. Seine erste Snaredrum-Lektion erhält er in der Highschool. In dieser Zeit war er stark durch Paul Barbarin beeinflusst, dessen Konzerte er besuchte. 1949 beginnt er in der Band von Ray und Plas Johnson Rhythm & Blues zu spielen. In dieser Zeit lernt er auch Ornette Coleman kennen. Seine Jazzkarriere begann 1956 mit Auftritten mit Ellis Marsalis, Harold Battiste und Alvin Batiste, mit denen er das Original American Jazz Quintet betrieb; ab 1957 arbeitete er auch mit Ray Charles. 1960 zog er nach New York, wo er im Quartett von Ornette Coleman Drummer Billy Higgins ersetzte und mehrere Platten aufnahm, unter anderem am 21. Dezember 1960 die legendäre Aufnahme Free Jazz: A Collective Improvisation, des Weiteren Ornette! (1962). In den kommenden Jahren arbeitete Ed Blackwell auch zusammen mit John Coltrane (John Coltrane & Don Cherry: „The Avant-Garde“), Eric Dolphy und Booker Little („At the Five Spot Vol. 1-3“), Don Cherry (u. a. „Complete Communion“) und Archie Shepp (u. a. „On This Night“ mit fünf Trommlern).
Von 1965 bis 1967 gehörte Blackwell zur Gruppe von Randy Weston, mit welchem er drei Tourneen nach Nordafrika unternahm. Die Auseinandersetzung Blackwells mit afrikanischer Musik machte sich in seinem späteren Spiel bemerkbar. 1968 wirkte er bei Charles Brackeens Debütalbum Rhythm X mit; zwischen 1969 und 1973 war er erneut Drummer des Ornette Coleman Quartet. Weiterhin machte er Aufnahmen mit Don Cherry, Alice Coltrane (The Carnegie Hall Concert), Dewey Redman, Marion Brown, Karl Berger und Anthony Braxton. 1972 wurde er „Artist in Residence“ an der Wesleyan University. Hier unterrichtete er im Rahmen afrikanischer und afro-amerikanischer Studien. 1976 gründete er mit Don Cherry, Dewey Redman und Charlie Haden das Bandprojekt Old and New Dreams, mit dem er, immer wieder unterbrochen durch eine sich verschlechternde Nierenerkrankung, bis zu seinem Tode arbeitete. Andere Partner in dieser Zeit waren Joe Lovano, und Mal Waldron, mit denen mehrere Platten entstehen.
Blackwell, der in Atlanta eine Festival-Serie betreut hatte, stand in den neunziger Jahren oft im Zentrum eigener Produktionen bei großen Festivals, etwa 1990 in New York und 1991 in New Orleans. Auch kam es zu Reunions, etwa 1987 des American Jazz Quintet (From Bad to Badder) und 1989 des Trios mit Cherry und Haden (The Montreal Tapes). Mit der Platte Walls-Bridges (mit Dewey Redman und Cameron Brown, 1992) trat er zum ersten Mal als Leader in Erscheinung. In seinem „Ed Blackwell Project“ (mit Graham Haynes, Carlos Ward, Mark Helias) spielt er zum Gedenken an seinen Freund und Drummer-Kollegen Eddie Moore.

## Auswahldiskographie
- 1992 – What It Is? / What It Be Like? (Enja) mit Graham Haynes, Carlos Ward, Mark Helias, Don Cherry (auf einem Track); enja